# 당3역
당3역(黨三役)은 하나의 정당에 중추적인 역할을 수행하는 직책을 의미한다. 보통 원내대표, 사무총장, 정책위의장을 나타낸다.